# Предыбайлов, Сергей Викторович
Сергей Викторович Предыбайлов (род. 1 апреля 1982 года) — российский гандболист и тренер.

## Карьера
В Краснодаре играл в бич-гандбол. По приглашению главного тренера «Виктора» В. Г. Лаврова переехал в Ставрополь.
Быстро прогрессируя в игре, практически сразу попал в основной состав клуба. Пришла уверенность, и я попал сначала в состав молодёжной, а потом юношеской сборной страны…
На перовом чемпионате мира по пляжному гандболу в 2004 году в составе сборной России стал бронзовым призёром, а также включён в состав символической сборной турнира.
На Всемирных играх 2005 года в Дуйсбурге (Германия) в составе сборной России стал чемпионом.
В составе астраханского ГК «Заря Каспия» — серебряный призёр Чемпионата России 2007, 2008 гг., обладатель Кубка России 2008 года
Член символичного клуба «Мужской клуб», созданный для российских гандболистов, забивших более 1000 голов в чемпионате и кубке страны.